# Château Angélus (wino)
Château Angélus – francuskie wino, produkowane w winnicy Château Angélus. Ma najwyższą klasyfikację, czyli  Premier Grand Cru Classé (Class B) w oficjalnej kategoryzacji  win z Saint Emilion.
Do 1990 roku znane było jako Château L'Angélus.
James Bond znany jest z upodobania do Château Angélus i pił je m.in. w scenie w pociągu w filmie Casino Royale.